# Падение строительного крана на мечеть аль-Харам
Падение строительного крана на мечеть Аль-Харам в Мекке (Саудовская Аравия) произошло 11 сентября 2015 года. Погибло 111 человек, ранено 331 (в основном паломники), пострадали граждане 12 стран. Трагедия произошла, когда город готовился к ежегодному хаджу, в ходе которого мусульмане со всего мира прибывают в Мекку для совершения обрядов хаджа.

## Реконструкция мечети
Мечеть Аль-Харам в Мекке является самой большой мечетью в мире и окружает главную святыню ислама — Каабу. Мекка — священный город для мусульман. Представителям других религий въезд в него запрещен.
Ранее происходило много крупных инцидентов во время хаджа в течение многих лет, в результате чего погибли тысячи людей. Для удобства паломников местные власти в 2010 открыли надземный метрополитен Мекки — первый в стране. Он помогает паломникам передвигаться по городу и к местам ритуальных обрядов. В 2011 году в Мекке был достроен комплекс башен-небоскрёбов Абрадж аль-Бейт; Королевская башня комплекса занимает третье место в мире по высоте и имеет самые большие и высотные в мире часы. Для предотвращения давки и чтобы увеличить вместимость мечети во время сезона хаджа, саудовские власти начали проект по реконструкции главной мечети. Грандиозное строительство, из-за которого на территории мечети появилось множество кранов, должно было продлиться до 2020 года.

## Обрушение
Инцидент произошел примерно в 17:21:34 по местному времени в пятницу, которая является одним из самых оживлённых дней недели, по окончании послеполуденной молитвы в месте прохождения паломников по двору мечети. Кран упал в восточной части двора мечети, проломив крышу. Глава саудовской гражданской обороны подтвердил, что кран рухнул из-за сильных ветров, вызванных мощной песчаной бурей, обрушившейся на Ближний Восток в начале сентября 2015 года. Перед этим в Мекке прошёл сильный дождь. Были сообщения о ветре, достигавшем более 40 километров в час (25 миль в час). Однако точная причина крушения крана не была озвучена (возможно, была размыта почва). В результате, по официальным данным, погибли по меньшей мере 107 человек, получили ранения 238. Фотографии и видео, появившиеся в социальных сетях, запечатлели много погибших и раненых и серьёзное повреждение здания. На место ЧП прибыл король Саудовской Аравии Салман ибн Абдул-Азиз.
Власти заявили, что хадж состоится, несмотря на катастрофу.
Как выяснялось, кран на гусеничном ходу производства швейцарской фирмы Liebherr принадлежит строительной компании семьи Бен Ладена — Saudi Binladin Group, которая возглавляет работы по расширению Большой мечети, а также имеет большое число крупных строительных контрактов в Саудовской Аравии. После катастрофы власти Саудовской Аравии запретили компании деятельность в стране, пока расследование не завершится. Кроме того, суд предписал министерству финансов провести аудит всех проектов компании и постановил выплатить компенсацию в 1 миллион саудовских риалов (около 270 тысяч долларов) семье каждого из пострадавших. Король Салман пообещал обнародовать результаты расследования происшествия.

## Пострадавшие
| Национальность   | Погибшие | Раненые |
| ---------------- | -------- | ------- |
| Бангладеш        | 25       | —       |
| Египет           | 23       | —       |
| Пакистан         | 15       | 51      |
| Индонезия        | 11       | 42      |
| Иран             | 11       | 32      |
| Индия            | 11       | 15      |
| Турция           | 8        | 21      |
| Малайзия         | 6        | 10      |
| Нигерия          | 6        | —       |
| Великобритания   | 2        | 3       |
| Алжир            | 1        | —       |
| Афганистан       | 1        | —       |
| Общее количество | 111      | 394     |